# Serge Tatiefang
 Serge Tatiefang , más conocido como El Tati, es un mediocampista defensivo o defensa camerúnes, y su actual equipo es Skonto Riga FC de la Virsliga de Letonia.

## Trayectoria
Tati es un jugador fuerte en media cancha juega como medio de contención. Excelente recuperador de balones con buenos pases cortos y posee potente disparo de pierna derecha. 
Ha jugado en ligas internacionales como la Primera División de Rusia y la Letonia. Tras su paso por la Primera División de Rusia, fue fichado por los  Tecos . Al terminar el torneo apertura 2009 pasa al FK Ventspils de la Virsliga de Letonia donde se consagró subcampeón después de tener una destacada participación.

## Clubes
| Club                       | País     | Año       |
| -------------------------- | -------- | --------- |
| Canon Yaoundé              | Camerún  | 2005-2006 |
| FK Daugava Daugavpils      | Letonia  | 2006-2007 |
| FC SKA-Energiya Khabarovsk | Rusia    | 2007-2008 |
| Estudiantes Tecos          | México   | 2008-2009 |
| FK Ventspils               | Letonia  | 2010      |
| FK Banga Gargždai          | Lituania | 2011-2015 |
| Skonto Riga FC             | Letonia  | 2015-hoy  |

### Selección sub-23 y sub-20
Tati fue parte fundamental de la selección Camerún Sub-23, dirigida por Martin Mpile, que participó a los Juegos Olímpicos de Pekín 2008 siendo desafectado del plantel unos días antes del viaje, debido a una lesión.

## Palmarés
- Subcampeón Virsliga 2010 , con FK Ventspils.

- Datos: Q3479549